# Centrale Moskee van Lissabon
De Centrale Moskee van Lissabon (Portugees: Mesquita Central de Lisboa) is de belangrijkste moskee van Lissabon, Portugal, en dient de islamitische gemeenschap van de hoofdstad. Het gebouw is ontworpen door architecten António Maria Braga en João Paulo Conceição.
De moskee bevat ontvangsthallen, een gebedsruimte en een auditorium. De Centrale Moskee heeft een raad gevormd om financiële en andere diensten te verlenen aan leden van de lokale moslimgemeenschap.

## Geschiedenis
Hoewel toestemming werd gevraagd om het centrum te bouwen in 1966, werd deze pas in 1978 verleend na de oliecrisis van 1973 waardoor de Arabische olieproducerende naties een toenemende economische en politieke status kregen. Het gebouw is ontworpen door António Maria Braga en João Conceiçao en werd uiteindelijk in 1985 geopend.